# 小出吉英
小出 吉英（こいで よしふさ/よしひさ）は、江戸時代前期の大名。但馬出石藩2代および4代藩主、出石藩小出氏3代。和泉岸和田藩3代藩主。

## 略歴
天正15年（1587年）、豊臣秀吉の従弟である小出吉政の長男として、大坂で生まれた。秀吉の従甥にあたる。文禄2年（1593年）、7歳の時、従五位下・右京大夫に叙任される。
慶長9年（1604年）、徳川家康の命で父が和泉岸和田城に移った後、代わりに吉英が但馬出石藩6万石を与えられて領した。この際、叔父にあたる三尹に吉英の所領の中から1万石を分知するように命じられて、和泉陶器藩を立藩させた。同年、吉英は新たに出石城を築城し、有子山城より居城を移転した。
慶長17年（1612年）、大和守に任命された。
慶長18年（1613年）、父が死去して3月に家督を継いで岸和田に戻ったため、出石城を弟吉親に譲り、吉英は和泉国大鳥郡、日根郡、但馬国養父郡、気多郡、美含郡の5郡の内、5万石を領した。同年、将軍徳川秀忠より領知の朱印状を与えられる。
慶長19年（1614年）、大坂の陣が始まる前、豊臣方より誘いをかけられた。豊臣秀頼から黒印を贈られ、大野治長、津田頼長からの書簡が添えられていたが、吉英はこれを受け取らず本多正純に事の次第を説明してくれるように頼んだので、これを聞いた家康は大変喜んだという。冬の陣では、吉親と共に出陣して天王寺口の攻撃に参加した。岸和田城は手薄となり、大坂城が近いため、援軍として本多政武、松平信吉が入城した。しばらくしてさらに北条氏重が加わった。和平交渉に際して、大野治長は嫡子信濃守治徳（長徳）を吉英の陣に送って人質とした。これは和議成立後に返還された。
翌年の夏の陣でも吉親と共にあり、これに金森可重、伊東治明ら親族が加わって岸和田勢をなした。4月29日に豊臣方が出陣して大野道犬が岸和田城を押さえている間に、大野治房を主将に、塙直之、岡部則綱、淡輪重政らが紀伊国へ侵攻して浅野長晟を攻撃しようとした。これが樫井の戦いで敗れて退却すると、5月1日に道犬も撤収しようとしたので、吉英らは城より打って出て、首級62、捕虜6人と得る戦果を挙げた。7日、大坂落城ではその戦いに加わって数百を斬り、首級107を挙げた。これら首級をそれぞれ公儀に献じて褒美を受けた。8日、秀忠の命をうけて堺浦の警備にあたり、豊臣方の捕縛を行った。
元和5年（1619年）、岸和田から出石の旧領への移封を命じられ、但馬国出石郡、養父郡、気多郡、美含郡、朝来郡の5郡からなる5万石となり、出石城に戻った。この時、吉親は丹波国園部に移封されて園部藩を立藩し、吉英は家督を（まだ存命の長男ではなく）次男吉重に譲るとして一線を退いた。
寛永10年（1633年）、出雲松江藩堀尾忠晴が無嗣断絶で改易となると、古田重恒、池田長常と共に松江城の接収役となった。同14年に今度は堀尾領を引き継いだ京極忠高が没して同地が没収となると、再び古田重恒、亀井茲政と共に松江城に守衛として入った。
寛永15年（1638年）、命を受けて高野山大塔を造営した。寛文3年（1663年）、出石郡矢根銀山を賜った。
寛文6年に没す。享年80。広徳寺に葬られた。